# Église Sainte-Agathe de Rumilly
Pour les articles homonymes, voir Église Sainte-Agathe.
L'église Sainte-Agathe est une église prieuriale catholique française, située dans le département de la Haute-Savoie, dans la commune de Rumilly.

## Situation
L'église Sainte-Agathe est situé dans la commune de Rumilly, de la Haute-Savoie.

## Historique
Sur l'emplacement d'une église primitive datant du IXe siècle, on installe un prieuré en 1146  dépendant de l'abbaye bénédictine de Nantua. L'église est dédiée à sainte Agathe, qui en possédait des reliques et était un centre local important. La sainte est par ailleurs la patronne de la ville. Il n'en subsiste que la chapelle Saint-Claude, fondée au XVe siècle par les seigneurs de Conzié.
L'église est reconstruite plusieurs fois, notamment au XVe siècle. Après avoir été fortement endommagée par un violent tremblement de terre, le 19 février 
1822, elle fut démolie en 1838 et rebâtie sur le même emplacement dans le style néo-classique et consacrée en 1843.
L'édifice est inscrit au titre des monuments historiques en 1926 et 2009.

## Description
L'édifice a été réalisé dans le style dit néoclassique sarde.  Bien que librement inspiré de la mode turinoise et piémontaise, ce style néoclassique est qualifié de « sarde » afin de souligner son origine étrangère à la Savoie et que « cela produit des édifices un peu conventionnels », voire « rigide[s] ».
Les fresques et les décors peints en trompe-l’œil ont été réalisés en 1853 par les artistes Baud et Alberti. Ils sont classés ISMH depuis 1994. Ils ont été restaurés de 2013 à 2015 pour le chœur, la nef et les chapelles.
L'orgue, de 19 jeux et 1 094 tuyaux, a été construit en 1880 par le facteur d'orgues Joseph Merklin, il s'agissait d'un orgue d'esthétique romantique. En 1958 quelques modifications avaient été faites pour lui diminuer sa couleur romantique. L'orgue fut restauré en 1982 par Jean Bourgarel, puis il fut classé en avril 1985 à l'Inventaire supplémentaire des Monuments historiques. Une nouvelle restauration a eu lieu en 1989/1990 par Lucien Simon.

## Clocher
Le clocher date du XIIe siècle. Il abrite 4 cloches :
Les deux grandes cloches datées de 1639 sont signées de la griffe des fondeurs Humbert et Roch. Elles sont accompagnées de deux petites cloches de la fonderie Paccard, post-Révolutionnaires.